# کاروانسرای دربند
کاروانسرای دربند مربوط به دوره قاجار است و در ۴۸ کیلومتری جاده اصلی راور به مشهد در استان کرمان واقع شده و این اثر در تاریخ ۲۸ دی ۱۳۷۹ با شمارهٔ ثبت ۲۹۴۵ به‌عنوان یکی از آثار ملی ایران به ثبت رسیده‌است.